# Трилистника
 Тази статия е за езерото Трилистника.  За селото вижте Трилистник.  
Трилистника е петото езеро от групата на Седемте рилски езера. В миналото езерото е носило името Средния гьол, в превод на турското му наименование Ортагьол.
Разположено е на 2216 м надморска височина, в подножието на източния склон на Сухия рид. Има неправилна форма и ниски брегове. Площта му е 26 декара, дълбоко е 6,5 м. Дълго е 240 м и широко до 200 м. Обемът му е 54 000 м3.
В Трилистника се вливат водите на по-горните езера чрез Близнака (четвъртото езеро). Интересното е, че се оттича с два оттока: североизточен, през който минава туристическата пътека, и северозападен, на острещния бряг, който се смята за начален поток на река Джерман.Този отток е преграден с бетонна стена с преливник и при маловодие водите на езерото се оттичат само през първия отток в Рибното езеро (шестото). 